# 南極副雙棘蛇鯖
南極副雙棘蛇鯖為輻鰭魚綱鱸形目鯖亞目蛇鯖科的其中一種，分布於南冰洋海域，棲息深度可達2830公尺，體長可達52公分，為外洋性深海魚類，棲息在中底層水域，屬肉食性，以魚類、甲殼類及頭足類為食。

## 擴展閱讀
維基物種上的相關：南極副雙棘蛇鯖